# Gà chọi Anh

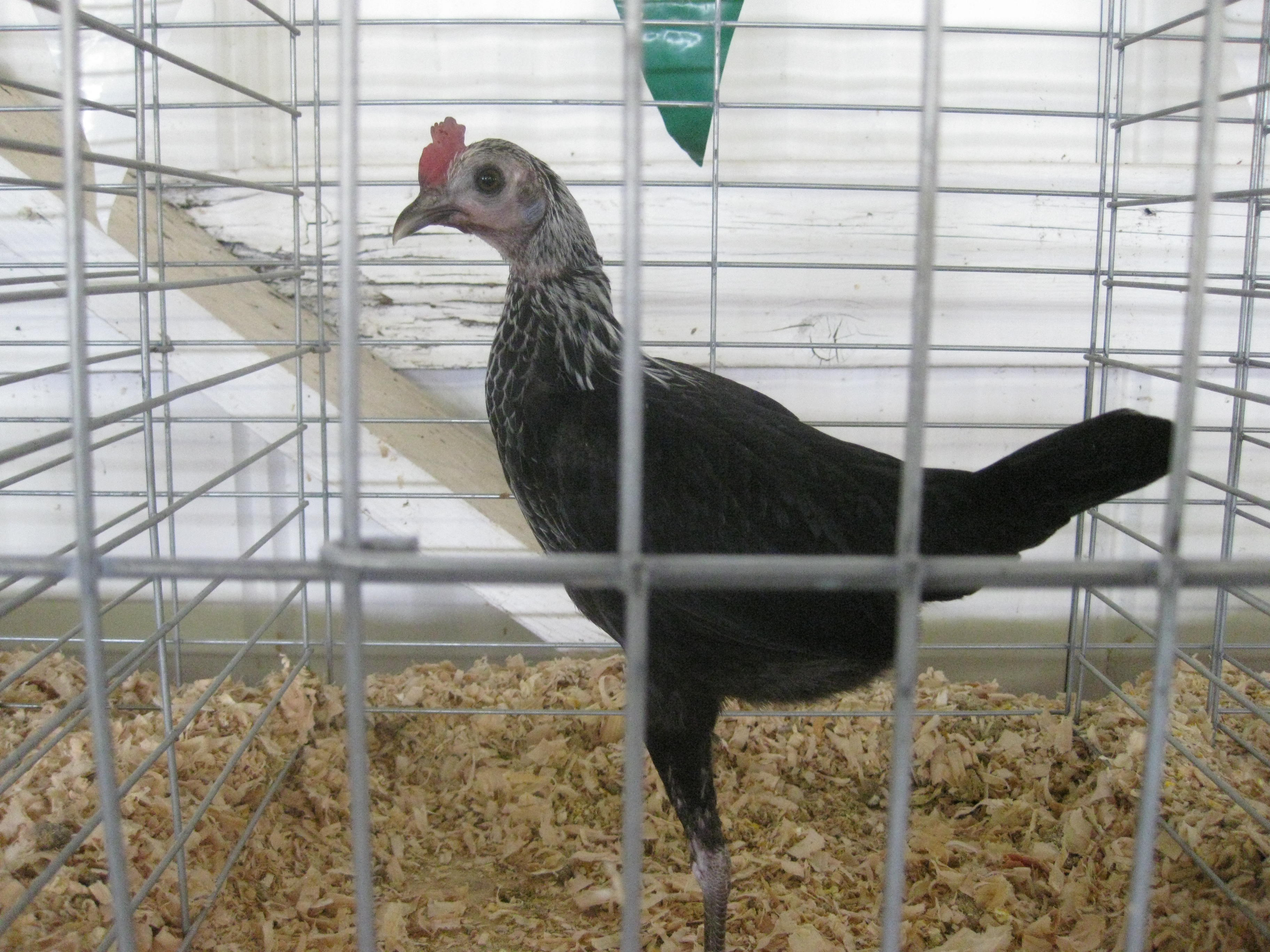
Một con gà chọi Anh

Gà chọi Anh là giống gà có nguồn gốc từ nước Anh. Chúng được lai tạo ra khoảng từ năm 1850 dần hoàn thiện cho đến năm 1900. Hiện nay chúng được dùng là gà kiểng để trưng bày nhưng đôi khi cũng được sử dụng để làm gà chọi, phục vụ cho những trận đá gà, ngày nay chúng còn được nuôi lấy thịt gà. Tên tiếng Anh của chúng là Gà chọi Modern Game. Chúng được công nhận lần đầu trong cuốn Standard of Excellence in Exhibition Poultry.

## Lịch sử
Khoảng từ 100 năm trước, người dân Anh và Mỹ đã cố gắng lai tạo một giống gà chọi lợi hại, dù chọi gà là trò chơi ăn tiền bị chính phủ cấm ở thời điểm đó. Các tay chơi gà cố gắng làm sao cho giống gà mơ ước của họ có đôi chân thật dài, và cơ thể thì nhỏ gọn lại để dễ dàng tấn công kẻ địch bằng những cú ra đòn thật nhanh. Cuối cùng họ cũng tạo ra được sản phẩm ưng ý, và đặt tên nó là gà Modern Game. Ngày nay giống gà này xuất hiện khá nhiều tại các hội chợ gà hoặc các show biểu diễn gia cầm.
Tuy nhiên giống này, chưa có nhiều thực tiễn cho nên chưa trở nên phổ biến như các giống gà tre, gà kiểng và các giống khác. Gà Modern game Lai tạo từ Anh là một giống gà đá không phổ biến. Gà cỡ trung nặng từ 0.55 kg, gà tiêu chuẩn nặng từ 2 kg. Chúng được lai tạo từ Gà chọi Anh cổ (Old English game) cũng là giống gà chọi xuất xứ từ Anh và là giống gà chọi tốt, nhưng nhỏ con thích hơp nuôi cảnh. Dòng cỡ trung nặng 0,6 kg, dòng tiêu chuẩn (standard) nặng 1,8 kg. Ngoại hình chúng khá giống gà tre Việt Nam. Chúng là giống nền để lai tạo ra giống gà chọi Mỹ.